# 柳川合同
株式会社柳川合同（やながわごうどう、英: yanagawa godo Inc.）は、福岡県柳川市に本社を置く総合物流商社。グループ会社として柳川合同トランスポートや株式会社関東柳川合同運輸、柳川合同ロジ有限会社などがあり、グループ会社保有の10トン以上の大型低床エアーサス車や、パワーゲート車など多種車両を使って運送を行っている。商品を保管する倉庫も保有しており、箱詰・梱包など流通加工対応するなど3PLサービスも提供している。

## 沿革
- 1954年　江口緑 他3名により、柳川合同運送有限会社設立登記
- 1973年　荒巻稔 代表取締役就任
- 1975年　本社を福岡県柳川市の田脇へ移転
- 1990年　第一倉庫新築
- 1991年　第二倉庫買収
- 1995年　本社を福岡県柳川市の西浜武へ移転　第三倉庫、第四倉庫、整備場新築
- 1997年　東北営業所開設
- 1998年　第四倉庫増築
- 1999年　大川物流センター開設
- 2000年　佐賀営業所開設
- 2002年　株式会社柳川合同に社名変更　荒巻哲也 代表取締役就任
- 2002年　関東営業所開設
- 2004年　ISO9001認証取得
- 2005年　グリーン経営認証取得
- 2009年　第五倉庫新築
- 2011年　杉戸営業所開設
- 2013年　なにわ営業所、県央営業所開設
- 2015年　第六倉庫新築、第七倉庫買収、第八倉庫買収
- 2016年　県央営業所 第二倉庫新築、湘南営業所開設
- 2017年　岩槻センター開設

## 営業所
- 本社営業所 - 福岡県柳川市西浜武475-2
- ウェアハウスビレッジ - 福岡県柳川市西蒲池1412-1
- 大川営業所 - 福岡県大川市大字下青木北境237-2
- 大川物流センター - 福岡県大川市上巻182-3
- 県央営業所 - 福岡県三井郡大刀洗町大字高樋1706-2
- 佐賀営業所 - 佐賀県佐賀市諸富町徳富691-1
- なにわ営業所 - 大阪府東大阪市中石切町6-4-3
- 関東営業所 - 埼玉県吉川市大字上内川903-1
- 杉戸営業所 - 埼玉県北葛飾郡杉戸町杉戸1-14-11
- 岩槻センター - 埼玉県さいたま市岩槻区掛615
- 湘南営業所 - 神奈川県平塚市横内920-3